# Space Oddity
«Space Oddity» —en españolː «Rareza espacial»— es una de las obras cumbre del músico británico David Bowie. Editada como sencillo en 1969 para supuestamente coincidir con el alunizaje del Apolo 11, aparece en el álbum Space Oddity. Fue utilizada por la BBC en su cobertura del alunizaje.
La canción narra el lanzamiento al espacio del mayor Tom. En la odisea del astronauta, Bowie canta la sensación desoladora y alucinante de flotar en el espacio dentro de una ínfima cajita de lata desconectado de toda comunicación con la Tierra.
En 1973 fue reeditado por RCA Records en Estados Unidos, donde alcanzó el puesto 15 en la Billboard Hot 100. En noviembre de 1975, alcanzó el número 1 en la UK Singles Chart. Esta canción, elegida por Elon Musk, fue la que se usó durante el lanzamiento del Falcon Heavy el 6 de febrero de 2018.
Space Oddity ocupó el puesto número 189 en la lista de las 500 mejores canciones de todos los tiempos de la revista Rolling Stone en su edición de 2021.

## Lista de temas del sencillo
Lanzamiento original de 1969
1. «Space Oddity» (3:33).
2. «Wild Eyed Boy from Freecloud» (4:52).

Relanzamiento de 1975
1. «Space Oddity» (5:15
2. «Changes» (3:33
3. «Velvet Goldmine» (3:09

## Personal
Los siguientes son los créditos de la versión original de 1969:
- David Bowie: voz, guitarra y stylófono
- Herbie Flowers: bajo
- Terry Cox: batería
- Rick Wakeman: melotrón, piano
- Gus Dudgeon: productor

## Versiones
- En 1969 el dúo humorístico español Hermanos Calatrava grabó su propia versión de la canción.
- En 1976, la banda The Langley School Music Project grabó una versión a cargo de un coro infantil, para el álbum Innocence & Despair (1976).
- En 1977 David Matthews hizo una versión de la canción.
- En 1993, la banda Saigon Kick grabó una versión para el álbum Water
- En 1996, las bandas chilenas La Ley y Lucybell, bajo el nombre Lucyley tocaron juntos una versión en vivo en la discoteque Oz de Santiago de Chile, invitados por la Radio Zero.
- En 2010 la banda irlandesa U2 utiliza la canción antes de cada show de la gira 360 Tour, mostrando el ingreso de los integrantes al escenario.
- En mayo de 2013, el astronauta canadiense Chris Hadfield realizó una versión en la que canta y toca la guitarra en el espacio, grabando un video de la canción en la Estación Espacial Internacional. La letra de la canción fue levemente alterada en la parte que el Mayor Tom pierde contacto con el control de tierra y presumiblemente muere, reemplazándola con la orden de aterrizar que el astronauta recibe y realiza exitosamente. Hadfield publicó el video en su canal en YouTube, Chris Hadfield's Rare Earth, agradeciéndole y dedicándolo al "genio de David Bowie". El mismo día en que el video fue publicado en YouTube, Bowie respondió celebrando el acontecimiento en Twitter con un mensaje que decía "Hallo Spaceboy...", título de una de sus canciones incluida en el álbum Outside de 1995,[4] y escribiendo en su cuenta de Facebook que se trata "posiblemente de la más conmovedora versión de la canción jamás realizada".[5] Tres años después, luego de la muerte de Bowie, Hadfield incluyó allí la siguiente frase: "Descansa en paz, Starman" ("Starman" -Hombre-Estrella-, es el título de una canción de Bowie de 1972).[6] El videoclip fue el primero en ser grabado en el espacio, convirtiéndose en un enorme éxito, que a fines de 2017 había superado las 38 millones de visitas en YouTube.[6][7] La versión fue objeto de debates y conflictos legales, sobre la ley de derechos de autor y su eventual aplicación en el espacio.[8] A pesar de que David Bowie autorizó a Hadfield a realizar la versión, la empresa discográfica Onward Music Limited, propietaria de los derechos de autor, se opuso a que el video fuera exhibido en YouTube durante más de un año.[9] Al expirar el plazo el video fue quitado de YouTube, pese a los deseos explícitos de Bowie en sentido contrario, pero nuevas negociaciones extendieron el plazo por dos años más.[10][11] Luego de la muerte de Bowie en 2016, el video ha continuado en YouTube, con la explícita autorización de la empresa y la aclaración de que el video no puede ser reproducido y solo puede ser exhibido en línea. Los créditos de la versión incluyen también el acompañamiento en piano de la música canadiense Emm Gryner, quien fuera pianista de la banda de Bowie, y la participación de Joe Corcoran, Andrew Tidby y Evan Hadfield.
- En 2013 David Bowie y la actriz Kristen Wiig grabaron una versión acústica del tema original para la banda sonora de la película The secret life of Walter Mitty
- En 2016 el músico inglés Steven Wilson comenzó a interpretarla, a modo de homenaje, en compañía de la cantante israelí Ninet Tayeb.

## En la cultura popular
- En 2002 en la película Mr Deeds de Steven Brill, el personaje Longfellow Deeds (Adam Sandler) viaja en helicóptero desde Mandrake Falls hacia New York y durante el viaje canta una parte con los pilotos
- En 2010 en el episodio de Supernatural (Clap your hands if you belive ) cuando Dean mata un Hada suena de fondo la canción .
- En 2011 en la película Eva, de Kike Maillo, los actores Daniel Brühl y Marta Etura bailan esta canción, como un reencuentro de antiguos amores, en un ambiente futurista robótico.
- En una escena de la película Io e te (2013), de Bernardo Bertolucci, los protagonistas cantan una versión italiana de esta canción.
- En la película "La vida secreta de Walter Mitty", de 2013, se utiliza en una escena emocionante cuando el protagonista, interpretado por Ben Stiller, finalmente se lanza a una aventura en busca de su destino. La canción comienza en el minuto 45:30, aportando un toque inspirador y evocador a la escena.
- En 2017, Luc Besson, director de cine francés, incorporó la canción en la introducción de su película Valerian y la ciudad de los mil planetas.
- En 2017, aparece en el documental de Chris Smith " Jim & Andy".
- En 2023, aparece brevemente en la película Indiana Jones y el dial del destino, de James Mangold, que se ambienta en 1969 y muestra una ticker tape parade en honor a los astronautas de la misión Apolo 11.
- También sale en la película de 2024, Venom: The Last Dance siendo cantada por una familia.